# Alpaida gurupi
Alpaida gurupi Levi, 1988 è un ragno appartenente alla famiglia Araneidae.

## Etimologia
Il nome della specie deriva dalla località di rinvenimento: lungo il corso del Rio Gurupi, che scorre nello stato brasiliano di Pará

## Caratteristiche
L'olotipo maschile rinvenuto ha dimensioni: cefalotorace lungo 2,1mm, largo 1,6mm; il primo femore misura 2,0mm e la patella e la tibia circa 2,5mm.

## Distribuzione
La specie è stata rinvenuta in Brasile e in Colombia: l'olotipo maschile nei pressi della località di Canindé, lungo il corso del Rio Gurupi, nello stato brasiliano di Pará.

## Tassonomia
Al 2014 non sono note sottospecie e dal 1988 non sono stati esaminati nuovi esemplari.